# Кордова (департамент, Аргентина)
Департамент Кордова  (исп. Departamento de Córdoba) — департамент в Аргентине в составе провинции Кордова.
Территория — 562 км². Население — 1329604 человек. Плотность населения — 2365,80 чел./км².
Административный центр — Кордова.

## География
Департамент расположен в центральной части провинции Кордова.
Департамент граничит:
- на севере — с департаментом Колон
- на юге — с департаментом Санта-Мария

## Административное деление
Департамент включает 1 муниципалитет:
- Кордова

## Важнейшие населенные пункты[3]
| № | Населённый пункт | Населённый пункт (исп.) | Категория | Население чел. (2010) | На карте                        |
| - | ---------------- | ----------------------- | --------- | --------------------- | ------------------------------- |
| 1 | Кордова          | Córdoba                 | город     | 1 317 298             | 31°24′43″ ю. ш. 64°10′59″ з. д. |